# Laura Kivistö
Laura Kivistö (* 26. Juni 1981 in Raahe) ist eine ehemalige finnische Fußballspielerin, die mit drei Vereinen acht nationale Titel gewann.

## Karriere

### Vereine
Kivistö spielte im Seniorinnenbereich erstmals für den in Pietarsaari ansässigen FC United, mit dem sie am Ende der Spielzeit 2004 das Double (Meisterschaft und Vereinspokal) und damit ihre ersten Vereinstitel gewann.
Von 2008 bis 2012 gehörte sie dem Ligakonkurrenten und Hauptstadtverein HJK Helsinki an, für den sie ab der Spielzeit 2009 in der Naisten Liiga, der höchsten Spielklasse im finnischen Frauenfußball, ihre ersten 21 Punktspiele bestritt. Bis zum Spielzeitende 2012 waren es insgesamt 96 Punktspiele; eine Meisterschaft war ihr nicht vergönnt. Doch den nationalen Vereinspokal gewann sie ein-, den Ligapokal dreimal.
In den Spielzeiten 2013 und 2014 kam sie in 21 und 23 Punktspielen für den Ligakonkurrenten PK-35 Vantaa zum Einsatz. Am 29. September 2013 gewann sie das in der Bolt Arena ausgetragene Finale um den nationalen Vereinspokal, nachdem HJK Helsinki mit 2:0 bezwungen werden konnte. Beim PK-35 Vantaa beendete sie auch ihre Spielerkarriere mit der Meisterschaft, die nach der regulären Saison in der Finalrunde mit den ersten sechstplatzierten Mannschaften um diese, errungen wurde.

### Nationalmannschaft
Kivistö debütierte als Nationalspielerin am 20. März in Olhão bei der 0:5-Niederlage gegen die Nationalmannschaft Schwedens im Spiel um Platz 5 im Turnier um den Algarve-Cup 2003. Im Turnier um den Algarve-Cup 2004 bestritt sie ihre nächsten drei Länderspiele mit dem ersten und zweiten Spiel der Gruppe A und dem Spiel um Platz 9. Es folgten sechs Jahre ohne Länderspiel-Berufungen, ehe sie im Jahr 2010 ein drittes Mal am Turnier um den Algarve-Cup teilnahm und vier weitere Länderspiele bestritt und ein weiteres erst im Jahr 2013 in Helsinki mit dem 2:2-Unentschieden gegen die Schweizer Nationalmannschaft im Vorbereitungsspiel auf die bevorstehende Europameisterschaft. Im Turnier, das im Nachbarland Schweden ausgetragen wurde, kam sie in den drei Spielen der Gruppe A zum Einsatz und schied mit ihrer Mannschaft als Gruppenletzter vorzeitig aus dem Turnier aus. Danach wurde sie am 21. und 25. September in den ersten beiden Spielen der WM-Qualifikationsgruppe 7 gegen die Nationalmannschaften Kasachstans und Österreichs eingesetzt, die mit 2:0 und 2:1 gewonnen wurden. Im Folgejahr kam sie im Turnier um den Zypern-Cup 2014 lediglich im Spiel um Platz 11 bei der 0:1-Niederlage gegen die Nationalmannschaft Neuseelands zu einem Spiel; es war ihr letztes Länderspiel für den SPL.

## Erfolge
PK-35 Vantaa
- Finnischer Meister 2014
- Finnischer Pokal-Sieger 2013

HJK Helsinki
- Finnischer Pokal-Sieger 2010
- Finnischer Ligapokal-Sieger 2010, 2011, 2012

FC United
- Finnischer Meister 2004
- Finnischer Pokal-Sieger 2004